# Kutter
Kutter var oprindelig et mindre sejlskib med kun en mast. Hovedsejlet er gaffelsejl. Kutteren har desuden typisk to forsejl - fok og klyver - og eventuelt topsejl.
Kutter er desuden en betegnelse for et lille fiskefartøj (fiskekutter), som stammer fra England. Denne kuttertype var også populær i Norden frem til 1920.

- Wikimedia Commons har flere filer relateret til Kutter